# Justin Long
Justin Jacob Long (ur. 2 czerwca 1978 w Fairfield) – amerykański aktor, komik, scenarzysta i reżyser polskiego pochodzenia, jego matka Wendy Lesniak była aktorką sceniczną, występującą na Broadwayu. Występuje także w kampaniach reklamowych Get a Mac, personifikując komputer Apple Macintosh.

## Filmografia
- Galaxy Quest – Ko(s)miczna załoga (Galaxy Quest, 1999) jako Brandon Wheege
- Ed (2000–2004) jako Warren P. Cheswick
- Wesoły obóz (Happy Campers, 2001) jako Donald
- Smakosz (Jeepers Creepers, 2001) jako Darry
- Crossroads – Dogonić marzenia (Crossroads, 2002) jako Henry
- Smakosz 2 (Jeepers Creepers II, 2003) jako Darry Jenner
- Wake Up, Ron Burgundy: The Lost Movie (2004) jako Chris Harken
- Zabawy z piłką (Dodgeball: A True Underdog Story, 2004) jako Justin
- Raising Genius (2004) jako Hal Nestor
- Hair High (2004) jako Dwayne (głos)
- Robin's Big Date (2005) jako Robin
- Kelnerzy (Waiting..., 2005) jako Dean
- Garbi: super bryka (Herbie: Fully Loaded, 2005) jako Kevin
- Idiokracja (Idiocracy, 2006) jako doktor
- Gang Wielkiej Stopy (The Sasquatch Dumpling Gang, 2006) jako Zerk Wilder
- Przyjęty (Accepted, 2006) jako Bartleby Gaines
- Sztuka zrywania (The Break-Up, 2006) jako Christopher
- Kraina marzeń (Dreamland, 2006) jako Mookie
- Wystarczy zalać (Just Add Water, 2007) jako Spoonie
- Alvin i wiewiórki (Alvin and the Chipmunks, 2007) jako Alvin (głos)
- Idź twardo: Historia Deweya Coxa (Walk Hard: The Dewey Cox Story, 2007) jako George Harrison
- Szklana pułapka 4.0 (Live Free or Die Hard, 2007) jako Matt Farrell
- Terra (2007) jako Senn (głos)
- Kobiety pragną bardziej (He’s Just Not That Into You, 2008) jako Alex
- Dzikie łowy (Strange Wilderness, 2008) jako Junior
- Patriotville (2008) jako Chase Revere
- Zack i Miri kręcą porno (Zack and Miri Make a Porno, 2008) jako Brandon St. Randy
- Wrota do piekieł (Drag Me to Hell, 2009) jako Clay Dalton
- After.Life (2009) jako Paul Coleman
- Słodka zemsta (Serious Moonlight, 2009) jako Todd
- Alvin i wiewiórki 2 (Alvin and the Chipmunks: The Squeakquel, 2009) jako Alvin (głos)
- Stosunki międzymiastowe (Going the Distance, 2010) jako Garrett
- Kieł (2014) jako Wallace Bryton
- Wtedy im pokażę (And Then I Go, 2017) jako Tim